# 샹젤라
샹젤라 라퀴파 와들리(Shangela Laquifa Wadley, 1981년 11월 22일 ~ )는 미국의 드래그 퀸, 배우이다. 《루폴의 드래그 레이스》 시즌 2, 3에 출연하면서 이름을 알렸다.